# Thernille
Die Thernille ist ein Fluss in Frankreich, der im Département Allier in der Region Auvergne-Rhône-Alpes verläuft. Sie entspringt im südlichen Gemeindegebiet von Beaune-d’Allier dem kleinen See Étang des Faulx, entwässert generell in nordwestlicher Richtung und mündet nach rund 20 Kilometern im Gemeindegebiet von Villefranche-d’Allier als rechter Nebenfluss in den Œil. In seinem Mittelabschnitt unterquert die Thernille die Autobahn A71 und verläuft noch etwa drei Kilometer parallel zu ihr.

## Bezeichnung des Flusses
Der Fluss ändert in seinem Verlauf mehrfach seinen Namen:
- Ruisseau des Faulx im Quellbereich,
- Ruisseau des Coulans bis zum Étang de la Brosse,
- Ruisseau des Brosses bis zur Einmündung des Reuillon,
- Ruisseau de Rongère bis zur Einmündung des Voirat,
- Thernille im Mündungsabschnitt.

## Orte am Fluss
(Reihenfolge in Fließrichtung)
- Les Bruyères, Gemeinde Beaune-d’Allier
- Les Chaumes, Gemeinde Saint-Bonnet-de-Four
- La Brosse, Gemeinde Saint-Bonnet-de-Four
- Tilly, Gemeinde Saint-Priest-en-Murat
- Rongère, Gemeinde Saint-Priest-en-Murat
- Le Billaudes, Gemeinde Villefranche-d’Allier